# Misopates oranense
Misopates oranense là một loài thực vật có hoa trong họ Mã đề. Loài này được (Faure) D.A.Sutton mô tả khoa học đầu tiên năm 1988.